# Nordamerikanska kontinentalplattan

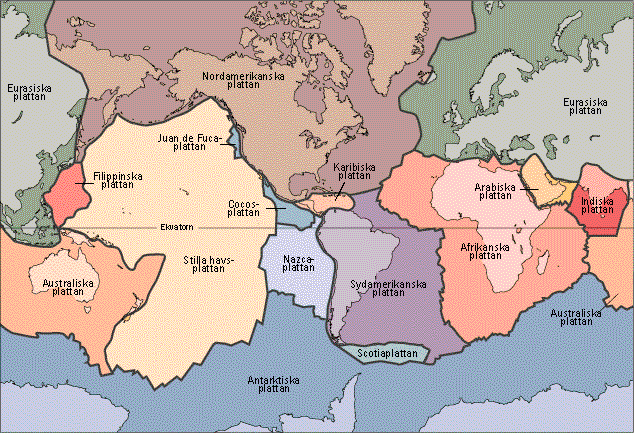
Nordamerikanska plattan visas med brun färg på kartan.

Nordamerikanska kontinentalplattan är en kontinentalplatta som täcker större delen av Nordamerika och sträcker sig från Mittatlantiska ryggen och Island i öster till Tjerskijbergen i nordöstra Sibirien i väster.
Den östra sidan är en divergent gräns mot Eurasiska plattan i norr och Afrikanska plattan i söder. I söder gränsar Nordamerikanska plattan mot Cocosplattan i väster och Karibiska plattan samt Sydamerikanska plattan i öster.
Den västra sidan är en konvergent gräns mot den subdukterande Juan de Fuca-plattan i norr och en omvandlingsgräns mot Stilla havsplattan i söder.
På den västra sidan har den gamla Farallonplattan subdukterat under Nordamerikanska plattan sedan den jurassiska tidsperioden. Farallonplattan är nu nästan helt borta vilket har resulterat i att den Nordamerikanska plattan har direktkontakt med Stilla havsplattan, något som har skapat San Andreasförkastningen. Resterna av Farallonplattan som existerar än idag är Juan de Fuca-plattan, Cocosplattan och Nazcaplattan.
Nordamerikanska plattan rör sig mot väst och sydväst med en hastighet av ungefär 1,15 cm per år och roterar med en rotationshastighet på 0,7486° per miljon år med en rotationsaxel vid 48°71' nord och 78°17' väst.
En anmärkningsvärd detalj är att Nordamerikanska plattan inte utsätts för subduktion. Eftersom Nordamerikanska plattan trots allt rör sig är det ett problem för de som anser att subduktion är den drivande kraften för plattrörelser.